# ريتشارد أليوت
ريتشارد أليوت (بالإنجليزية: Richard Elliot)‏ هو عازف ساكسفون وملحن بريطاني، ولد في 16 يناير 1960 في غلاسكو في المملكة المتحدة.

## وصلات خارجية
- الموقع الرسمي
- ريتشارد أليوت على موقع IMDb (الإنجليزية)
- ريتشارد أليوت على موقع ميوزك برينز (الإنجليزية)
- ريتشارد أليوت على موقع أول ميوزيك (الإنجليزية)
- ريتشارد أليوت على موقع ديسكوغز (الإنجليزية)
- ريتشارد أليوت على موقع قاعدة بيانات الفيلم (الإنجليزية)